# Вольфганг Бемер
Вольфганг Бемер (нім. Wolfgang Boehmer; 9 серпня 1920, Нордкірхен — 27 лютого 2006) — німецький офіцер-підводник, оберлейтенант-цур-зее крігсмаріне.

## Біографія
1 грудня 1939 року вступив на флот. З 1 травня по 15 листопада 1941 року пройшов практику вахтового офіцера на підводному човні U-431. З 24 листопада 1942 по 18 травня 1942 року пройшов курс підводника. З 19 травня 1942 року — 3-й вахтовий офіцер на U-263. 10 серпня 1942 року переданий в розпорядження 2-го адмірала підводного флоту в Кілі. З серпня 1942 року — офіцер-писар на плавучій базі підводних човнів «Ервін Васснер». З 22 листопада 1942 року — 2-й, з лютого 1943 року — 1-й вахтовий офіцер на U-575, на якому взяв участь у двох походах. Під час першого походу був потоплений 1 корабель водотоннажністю 4963 тонни. 1-31 серпня 1943 року пройшов курс командира човна, 1-11 вересня — тактичну підготовку при 27-й флотилії. З 12 вересня 1943 року — командир підводного човна U-575, на якому здійснив 2 походи (разом 77 днів у морі). 10 березня 1944 року потопив британський корвет «Асфодель» водотоннажністю 1015 тонн; 92 з 97 членів екіпажу загинули. 13 березня 1944 року U-575 був потоплений у Північній Атлантиці (46°18′ пн. ш. 27°34′ зх. д.) глибинними бомбами канадського фрегата «Принц Руперт», есмінця ВМС США «Хобсон», ескортного есмінця ВМС США «Хейвфілд», літаків королівських ВПС та літака з ескортного авіаносця ВМС США «Боуг». 18 членів екіпажу загинули, 37 (включаючи Бемера) були врятовані. 12 листопада 1946 року звільнений.

## Звання
- Кандидат в офіцери (1 грудня 1939)
- Фенріх-цур-зее (1 листопада 1940)
- Оберфенріх-цур-зее (1 листопада 1941)
- Лейтенант-цур-зее (1 квітня 1942)
- Оберлейтенант-цур-зее (1 грудня 1943)

## Нагороди
- Нагрудний знак мінних тральщиків (1 грудня 1940)
- Нагрудний знак підводника (13 жовтня 1941)
- Залізний хрест
  - 2-го класу (15 жовтня 1941)
  - 1-го класу (1 грудня 1943)